# Paul Cadmus
Pour les articles homonymes, voir Cadmus.
Paul Cadmus, né le 17 décembre 1904 à New York et mort le 12 décembre 1999 à Weston dans le Connecticut, est un peintre, pastelliste, dessinateur et graveur américain.
De son vivant, il connaît la célébrité avec une série de tempera sur toile figurant des scènes de genre urbaines, inscrites dans le mouvement réaliste social alors dominant, mêlant satire, ironie, goût du grotesque, et reçoit de nombreuses commandes. Dans les années 1960, son œuvre révèle plus franchement aux yeux du public une forme d'homoérotisme affirmé, entre autres à travers une série de dessins de nus masculins, tandis que son style évolue vers le réalisme magique.

## Biographie

### Formation et voyage en Europe
Paul Cadmus est né à New York, dans une famille d’artistes pauvres, d’un père lithographe, Egbert Cadmus, et d’une mère illustratrice de livres pour enfant. À l’âge de quinze ans, il étudie les arts plastiques à l'Académie américaine de design jusqu’en 1928, puis il devient collaborateur de l’agence de publicité new-yorkaise Blackman Company. En 1931, il utilise l’argent gagné pour entamer un voyage à bicyclette, à travers la France et l’Espagne, en compagnie de son ami et amant, Jared French, peintre lui aussi, ce qui confirme sa vocation d’artiste peintre. Il passe du temps dans les musées des capitales européennes, avec les œuvres des grands maîtres et développe une sensibilité supérieure à l’égard de la peinture de la Renaissance italienne. Il se fixe alors à Majorque pendant deux ans, peignant ses premières œuvres abouties.

### Premières expositions
De retour aux États-Unis, il est employé et financé par le gouvernement américain dans le cadre du Public Works of Art Project (PWAP), une structure mise en place par Franklin Delano Roosevelt, dans l’esprit du New Deal pour aider les artistes américains pendant la grande crise des années 1930.
Ses premières œuvres, par leur composition et leurs thèmes, font scandale. Ainsi, en 1934, alors qu'il est âgé de 29 ans, il peint The Fleet's In.  La peinture, dans laquelle les attributs sexuels et les comportements paraissent exagérés, est l'objet d'une critique de l'amiral Hugh Rodman au secrétaire à la Marine Claude A. Swanson.  Elle est retirée de son exposition à la Corcoran Gallery. La publicité entourant ce scandale augmente la notoriété de l'artiste. En 1937, plus de 7 000 personnes visitent son exposition à la Midtown Gallery de New York.

### Consécration

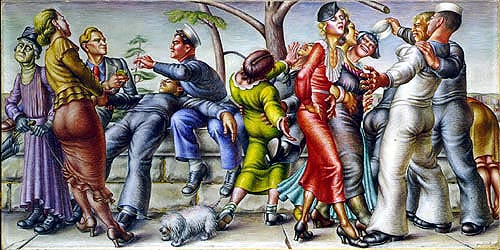
Paul Cadmus, The Fleet's In, 1934, Navy Art Gallery, Washington Navy Yard, Washington

Pendant 8 ans, Cadmus et le couple Margaret French-Jared French passent leurs étés sur Fire Island et forment un collectif de photographe PaJaMa pour Paul, Jared et Margaret. Ils se mettent en scène dans diverses photographies en noir et blanc avec leurs amis, à la fois nus et vêtus. La plupart de ces amis présentés dans les photographies étaient parmi les jeunes artistes, danseurs et écrivains de New York, et la plupart étaient beaux et gays.
Enfin, le parfum de scandale se dissipe au profit des honneurs. En 1974 il est élu à l'Académie américaine des arts et des lettres, et, en 1979, à la Académie américaine de design. En 1981, trois musées organisent des expositions rétrospectives de l’ensemble de son œuvre, et en particulier de celles qui lui valurent opprobre et censure.
En 1949, Cadmus fait un voyage en France et en Italie, accompagné par un jeune peintre, George Tooker. Ce dernier subira dans son travail l’influence de son aîné.
En 1980, un grand regain d’intérêt naît pour son travail, grâce à la communauté homosexuelle. Bien qu'il ait arrêté la peinture vers la fin de sa vie, Cadmus continue à dessiner dans sa maison de Weston, dans le Connecticut. En près de soixante-dix ans de carrière, Paul Cadmus aura peint 190 toiles et d’innombrables dessins, et aura joué un rôle important pour l’émergence et la visibilité de la vie homosexuelle pendant l'entre-deux-guerres. Les œuvres de Paul Cadmus sont incluses dans les collections de très nombreux musées américains.

## L'œuvre

### Style et influences
L’admiration de Paul Cadmus pour les grands peintres de la Renaissance déteint directement sur son œuvre, qui s’en trouve très variée stylistiquement, que ce soit dans les thèmes qu’il aborde ou dans les techniques qu’il utilise. Bien qu’ayant traversé et observé le XXe siècle et ses changements artistiques radicaux, il rejettera toujours catégoriquement les philosophies artistiques modernistes.
En peinture, sans jamais s’éloigner du figuratif, qui l'associe au Réalisme magique, son style va du réalisme, voire parfois de l'hyperréalisme, à la caricature prononcée, jusqu'à déborder parfois sur un symbolisme monstrueux. Le dessin est détaillé, le modelé et le contraste prévalent, la couleur, bien que parfois vive et criarde ne joue qu’un rôle de complément.
Beaucoup de ses compositions à personnages sont élaborées sur les modèles des maîtres de la Renaissance ou du Baroque. On peut voir dans certaines peintures, dans les entrelacs et torsions des corps, modelés et couleurs des chairs des personnages, l’influence du style de Paul Rubens : Aspects of Suburban Life : Main Street (1935), Golf (1936). Dans d’autres, on observe un style caricaturiste prononcé et une monstruosité des figures qui peut rappeler les personnages difformes et grimaçants de Jérôme Bosch, The Seven Deadly Sins (1945-1949). Parfois la morphologie des figures, articulations grossies, traits ou finesses exagérés, formes accentuées, semble inspirée du réalisme d’Otto Dix.
Mais dans ses œuvres les plus célèbres, c’est une interprétation des formes du réel plus personnelle qu’il applique à ses personnages : mélange d’idéalisation du corps et des traits masculins, en tant qu’objet de désir, et de caricature de la disgrâce. Les étoffes sont lisses et brillantes, aux couleurs vives, moulant des corps exagérément ronds, lisses, mous, difforme, musclés, fin ou élancés : The Fleet’s In (1933), Coney Island (1935).
Cette morphologie caractéristique du corps masculins inspirera directement l’artiste Tom of Finland qui l’adapte à ses célèbres dessins homoérotiques.
Dans la seconde moitié de sa vie, Cadmus ralentit sa production de peinture et donne plus de place au dessin. L’œuvre dessiné de Paul Cadmus est très important, constitué surtout de nus masculins, et de filles et garçons du monde de la danse pendant leurs exercices. Sa technique de dessin est académique, référée à l’époque baroque. Il travaille beaucoup sur papier teinté, et mélange les techniques et outils pour aboutir à un style personnel. Son utilisation de la hachure large et par petites zones superposées pour le modelé des corps en est une caractéristique importante.

### Thèmes
Paul Cadmus mêle l’histoire et l’actualité, le beau et le laid, le satirique et l’érotisme. Il a associé son admiration pour les compositions à personnages complexes, inspirées des maîtres de la Renaissance comme Luca Signorelli, aux réalités sociales de son temps. Il part souvent des grands thèmes classiques, que sont la peinture religieuse et la scène de genre, et les adapte à sa vision critique de différentes tranches de vie de la société américaine : Aspects of Suburban Life (1935-36), Herrin Massacre (1940), Hinky Dinky Parley Voo (1939).
Certaines de ses peintures les plus acerbes proposent une vision peu flatteuse de la société pendant les temps de loisirs et de détente : foule de corps difformes agglutinés sur les plages, Coney Island (1934), ou dans les bars, Bar Italia (1953-55) ; d’autres suggèrent les débauches sexuelles des marins pendant leur permission : The Fleet’s In (1933).	
À ces imposantes caricatures sociales est toujours associé un érotisme suggérant les relations homosexuelles, alors totalement cachées et fortement condamnées par la société. Cette dimension est encore plus présente dans d’autres peintures moins dévastatrices : YMCA Locker Room (1933), Playground (1948), où son goût pour l’esthétique du corps masculin est explicitement visible.
Cette audace caravagienne lui vaudra le refus ou la suppression de nombre de ses toiles dans les expositions ou établissements fédéraux, ainsi que l’indignation d’une bonne partie de la société, ce qui d’ailleurs lui donne une excellente publicité. Elle fera aussi de lui l'un des pionniers de la visibilité et de l’émergence de l’homosexualité dans la société. 
En réponse aux accusations, il répond que « l’homosexualité n’est pas la raison d’être de mon art », que, comme artiste, il « aspire à être un bon peintre littéraire, qui dépeint les scénarios complexes de l'homme », et que, en ce sens, il considère, comme son œuvre phare et l’aboutissement de cette aspiration, son tableau Night in Bologna (1958), qui représente un triangle de trois personnes, fermé et figé par les désirs à sens unique.
Au fil des années, son amour pour l’esthétique du corps masculin se fera de plus en plus présent dans son travail, pour arriver à n’être plus que l’unique objet de son œuvre dans la seconde partie de sa carrière, où abondent les nus masculins de style académique et les études de danseurs en exercices.

## Liste d'œuvres
- The Fleet's In!, 1933, Navy Art Gallery, Washington Navy Yard
- YMCA Locker Room, 1933
- Shore Leave, 1933
- Greenwich Village Cafeteria, 1934
- Coney Island (oil painting), 1934, Los Angeles County Museum of Art
- Coney Island (etching), 1935, Los Angeles County Museum of Art
- Aspects of Suburban Life: Main Street, 1935, D.C. Moore Gallery
- Aspects of Suburban Life: Golf, 1936, Musée virtuel du Canada
- Sailors and Floozies, 1938, Whitney Museum of American Art, New York City
- Pocahontas and John Smith, 1938, Port Washington Post Office
- Two Boys on a Beach #1, 1938, D.C. Moore Gallery
- Bathers, 1939
- Herrin Massacre, 1940
- Aviator, 1941
- The Shower, 1943
- The Seven Deadly Sins, 1945-1949
- What I Believe, 1947-1948, The Marion Koogler McNay Art Museum, San Antonio, Texas
- Playground, 1948
- The Bath, 1951
- Manikins, 1951
- Bar Italia, 1953-55
- Night in Bologna, 1958, Smithsonian American Art Museum, Washington, DC
- Sunday Sun, 1958-1959
- Male Nude, 1966, Kemper Museum of Contemporary Art (en), Missouri
- The Haircut, 1986
- Final Study for the House that Jack Built, 1987, D.C. Moore Gallery
- Me: 1940-1990, 1990, D.C. Moore Gallery
- Jon Reading NM248, 1992, D.C. Moore Gallery
- Jon Extracting a Splinter NM255, 1993, D.C. Moore Gallery